# Station Dravograd
Station Dravograd (Duits: Unterdrauburg) is een spoorwegstation aan de Drautalspoorlijn in de gemeente Dravograd (Slovenië-Koroška).
Tot 1965 was er vanaf dit station ook een verbinding met Lavamünd via de Lavanttalbahn. De lijn naar Otiški Vrh wordt sinds 1968 alleen gebruikt voor goederenvervoer.
Omdat het gebied overwegend Sloveenstalig was (een slavische taal) werd het na 1918 bij het nieuwe Koninkrijk Joegoslavië (Zuid-Slavië) als Staat van Slovenen, Kroaten en Serven gevoegd.